# Данжуа, Арно
Арно́ Данжуа́ (фр. Arnaud Denjoy; 5 января 1884, Ош — 21 января 1974, Париж) — французский математик. Основные работы в области гармонического анализа и теории дифференциальных уравнений. Член Парижской Академии наук (1942) и её президент (1962). Иностранный член Академии наук СССР (1971). Награждён золотой медалью имени М. В. Ломоносова АН СССР (1970) «за выдающиеся достижения в области математики».
С 1922 года профессор Парижского университета, президент Французского математического общества. Основные труды по теории функций действительного переменного. Дал полное решение классической задачи о восстановлении дифференцируемой функции по её производной, которого ввёл новое понятие интеграла, названного его именем.